# Marché du vin
Le marché du vin est un terme définissant et incluant toute activité commerciale et spéculative ayant trait au vin.
En 2012, le marché mondial du vin représente 100 milliards d’euros.

## Marché global

### Production mondiale
| Année | Afrique du Sud | Allemagne | Argentine | Chili     | Chine     | Espagne   | États-Unis | France    | Italie    | Russie  |
| ----- | -------------- | --------- | --------- | --------- | --------- | --------- | ---------- | --------- | --------- | ------- |
| 2010  | 921 700        | 690 600   | 1 625 077 | 1 307 483 | 1 600 000 | 3 610 000 | 2 650 000  | 4 531 671 | 4 580 000 | 760 530 |
| 2011  | 965 500        | 913 200   | 1 547 300 | 1 518 335 | 1 600 000 | 3 339 700 | 2 780 000  | 5 106 761 | 4 673 400 | 696 260 |
| 2012  | 1 010 000      | 528 515   | 1 177 800 | 1 086 500 | 1 650 000 | 3 150 000 | 2 820 000  | 4 209 724 | 4 270 476 | 696 260 |
| 2013  | 1 098 170      | 840 900   | 1 498 380 | 1 282 095 | 1 700 000 | 4 607 850 | 3 217 000  | 4 293 466 | 4 504 412 | 573 200 |
| 2014  | 1 146 006      | 920 200   | 1 498 380 | 1 214 000 | 1 700 000 | 4 607 850 | 3 300 000  | 4 293 466 | 4 796 600 | 327 400 |

### Évolution
La production du vin par rapport à d'autres produits agricoles a la particularité d'être écoulée sur plusieurs années, certains producteurs attendent deux ans, d'autres trois ou quatre avant de mettre en vente, pour cette raison les variations de prix ne suivent pas immédiatement les variations de production.
En 2016, la Chine devient le cinquième consommateur (17,3 millions d'hectolitres) et son vignoble atteint 870 000 hectares.
En 2017, la production mondiale a diminué de 8,7 %.

## Spécificités de certains marchés nationaux

### Le marché du vin en Allemagne
L'Allemagne est particulière dans le sens que sur son territoire différentes ventes de vins sont organisées par les antennes locales de l'association Verband Deutscher Prädikats- und Qualitätsweingüter (VDP).

### Le marché du vin en France

#### Historique
1973 : première vente aux enchères de vins en France.
1997 : développement du marché des primeurs à Bordeaux.
1999 : Jean-François Coche-Dury, producteur bourguignon devient grâce à de bonnes critiques une véritable star et voit ses vins devenir objet de spéculations,.
2008-2011 : à la suite d'une mode chinoise multiplication par quatre du prix du Château Lafite avant retour au prix normal.
2014 : Michel-Jack Chasseuil se voit proposer 50 millions d'euros par un milliardaire chinois pour sa collection de vins rares et prestigieux considérée par les experts comme étant « la plus belle cave du monde ».
Début 2018, en tout 120 vignobles et 2 maisons de cognac en France ont été acquises par des investisseurs chinois.

#### Analyse du marché
En France, pour 2019, le marché du vin enregistre une année record de 14 milliards d'euros pour les exportations et près de 500 000 emplois direct et indirects.
Sur les 307 millions de bouteilles de vin français produites par an, 145 millions de bouteilles partent à l'exportation.
Les États-Unis sont le principal client à l'exportation, avec la Chine,.
Selon la douane française, entre le mois d'août 2015 et août 2016, 1 015 152 hectolitres de vin sont exportés par la France dans le reste du monde. Ses principaux clients individuels pour cette période sont notamment le Royaume-Uni (125 510 hL), les États-Unis (105 249 hL) et l'Union économique belgo-luxembourgeoise (102 983 hL). Toujours pour la même période, la France a importé 457 515 hectolitres de vin (essentiellement du vin tranquille sans indication géographique), notamment de l'Espagne (384 044 hL) et l'Italie (51 110 hL).
Environ 90 % du vin consommé en France est français.
Le coût moyen de production d'une bouteille en France va de 3 à 10 euros. Il faut ajouter à ce coût de production, l'amortissement du prix du terrain, les vignobles pouvant être aussi l'objet de spéculation.
L'Organisation commune du marché vitivinicole, à la suite d'un accord intervenu entre les ministres de l'agriculture de l'Union européenne, a fait une réforme du marché en 2008 pour améliorer la compétitivité des vins européens, notamment avec une simplification de l'étiquetage et une segmentation plus ouverte qui améliore la lisibilité pour les consommateurs.
En 2022, les exportations d'alcools français (productions viticoles incluses) dépassent pour la première fois la somme de 17 milliards d'euros dont 4,2 milliards pour le champagne (187 millions de bouteilles) et 3,9 milliards pour le cognac.

#### La crise des vins de Bordeaux
Depuis presque une dizaine d’années, les vins de Bordeaux sont en crise. Cette crise se souligne par une baisse de la demande, un effondrement des prix et la fragilisation de nombreux vignobles (Gintrac, A., 2007). Toujours selon l’auteur, le stock des vins de Bordeaux croit selon une moyenne de 220 000 hectolitres par an. Alors que l’augmentation des stocks de vins représentent un poids difficile à porter pour certains, d’autres y voient une aubaine sur le long terme, défendant que ces stocks constitueront une rentrée de trésorerie lorsque les marchés reprendront (Abellan, A., 2020). Ce pari est risqué car il mise sur hypothétique reprise du marché alors que ça fait des décennies qu’il est en décroissance (voir annexe 1). Concernant la mise en péril des exploitations, A.Gintrac montre que le chiffre d’affaires d’un échantillon de 105 exploitations en appellation Bordeaux a diminué en moyenne de 17 % sur les années 2002 à 2007. Ces chiffres sont tout simplement ahurissants (Gintrac, A., 2007). Le Conseil Interprofessionnel des Vins de Bordeaux (CIVB) nous informe que la tendance n’a pas changé à l’heure d’aujourd’hui puisque les ventes des vins de Bordeaux en 2020 ont diminué de 5 % en volume et de 12 % en valeur par rapport à l’année 2019 (CIVB, 2021).
Le début de cette crise est notamment dû, selon A.Gintrac, à la concurrence des vins du ‘’Nouveau Monde’’ (Gintrac, A., 2007). En effet nous avons pu voir durant cette période, de nombreux pays notamment en Amérique du Sud mais aussi l’Australie, la Nouvelle-Zélande ou encore l’Afrique du Sud développer leur vignoble et entrer sur le marché des vins et spiritueux. Cela nous est confirmé par La Revue des Vins de France, les vins français sont concurrencés notamment sur le marché chinois par des vins chiliens ou australiens qui eux, sont non taxés (LARVF, 2019). Nous avons aussi la confirmation de ces propos dans l’article académique Vin et politique (Smith, A., et al., 2007). A. Gintrac résume très bien un des principaux problèmes qui causent la chute des vins de Bordeaux. Le vignoble bordelais est perçu comme un secteur traditionnel avec des connaissances qui se transmettent de génération en génération et un savoir-faire acquis il y a de très nombreuses années. Cependant derrière cette note positive se cache une pensée bien plus sombre qui est que la viticulture bordelaise est tournée vers le passé ayant l’incapacité de s’adapter au monde qui évolue (Gintrac, A., 2007). Cette vision est légèrement erronée puisque nombre d’acteurs de la viticulture Bordelaise ont pris le pas et avancent avec la volonté de s’améliorer sans cesse. Cela est passé par des investissements en termes de vinification, d’élevage mais aussi en œnologie avec l’apparition d’œnologues conseil réputés. Ces adaptations ont été malheureusement trop disparates du fait qu’aucune modification de la réglementation émanant du CIVB ou de l’INAO (Institut national de l’origine et de la qualité) n’est apparue. Les vins en appellation Bordeaux ou Bordeaux Supérieur (qui représentent la majeure partie du vignoble bordelais) se retrouvent donc aujourd’hui sous une même appellation mais avec une qualité très variable et à des écarts de prix trop conséquents entre les différents vignobles.
Profitant d’une période pérenne avant les années 2000, le vignoble de Bordeaux n’a cessé de croître (voir annexe 2). La superficie plantée en appellation Bordeaux a plus que doublé sur une vingtaine d’années (Gintrac, A., 2007). Faute de réglementations à cette époque nous assistons au phénomène classique et prévisible de l’économie. Une offre trop importante par rapport à la demande amène à un effondrement des prix. De plus, nous observons les viticulteurs au sein d’une même appellation prendre des directions opposées pour leur modèle de développement. D’une part, nous trouvons ceux qui veulent s’en sortir par la quantité au détriment de la qualité et donc du prix. D’autre part, nous avons ceux qui préfèrent s’en sortir par la qualité au détriment de la quantité et ont donc des prix de vente plus élevés. Cette incohérence continue de troubler le consommateur qui aujourd’hui boude ces vins. Le Bordeaux Bashing est bien présent.
En octobre 2019, les taxes Trump sont mises en place. Un nouveau coup dur s’abat sur le milieu vinicole qui a particulièrement affecté les vins de Bordeaux. À la suite d’un conflit sur des aides publiques entre la France et les États-Unis au travers de Airbus et Boeing. Donald Trump a décidé de taxer les vins tranquilles (hors Champagne) qui ne dépassent pas les 14 degrés d’alcool à hauteur de 25 %.
Les États-Unis sont le deuxième plus gros importateur de vin de Bordeaux. Cependant nous pouvons voir à travers le bilan de commercialisation du CIVB que sur l’exercice 2020 les ventes de vins de Bordeaux ont chuté de 29 % en valeur dont la moitié serait due uniquement à la taxe Trump (CIVB, 2021). Cette taxe vient injustement sanctionner les vins de Bordeaux qui ne sont pas responsables des conflits géopolitiques entre les deux pays.
Et puis, au début de l’année 2020, l’apparition du Covid-19 a dévasté l’économie mondiale. Le secteur vinicole n’y a pas échappé et a continué de sombrer. Selon La Revue du Vin de France, les taxes suivies du Covid -19 causeraient un manque à gagner d’au moins 600 millions d’euros (LARVF, 2021). Selon le CIVB, les pertes sont beaucoup plus grandes et atteignent les 1,8 milliard d’euros (-14 %) rien que pour l’export et 3,5 milliards d’euros pour l’ensemble du marché (-12 %) (CIVB, 2021).
Depuis ce jour, les États-Unis ont vu Joe Biden prendre la présidence et les taxes ont été suspendues peu après. De plus, l’apparition du vaccin contre la Covid-19 permet d’avoir l’espoir de sortir de cette crise sanitaire.

#### Rentabilité du marché du vin
Après une activité spéculative importante, attisée par la presse spécialisée et certains experts, autour de l'année 2000, ou du marché chinois en 2010, et la création de nombreux fonds d'investissement,, le vin reste un produit périssable, ce qui en fait un investissement aléatoire et donc un marché peu fiable.

#### Millésimes anciens
- En 2011 une bouteille de château d'Yquem 1811, un vin de la comète, a été vendu aux enchères pour 85 000 £ ce qui constituait à l'époque un record[30].
- En 2018 une bouteille de vin jaune de 1774 a été vendue aux enchères à Lons-le-Saunier pour 107 700 €[31],[32].

## Indices liés aux vins
Ces indices sont proposés par des plateformes de vente de vins, à partir des prix d'achat enregistrés sur leurs sites ou lors de ventes aux enchères.
En France, iDealwine propose des indices calculés sur les ventes de vins spécifiques à trois régions françaises (Bordeaux, Bourgogne, Rhône), ainsi qu'un indice de tendance globale (Winedex 100), toujours en rapport au vin français.

## Controverses et polémiques

### Classement des vins
Établi en 1955, le classement des vins de Saint-Émilion est révisé tous les 10 ans. Il est depuis 2006 devenu l'objet d'un conflit judiciaire.

### Lutte contre la contrefaçon
- 8 mars 2012 : Rudy Kurniawan, un collectionneur de vins, fut arrêté par le FBI, le 8 mars 2012, pour avoir maquillé des bouteilles de vin de la Napa Valley en grands crus de Bordeaux[36].

- décembre 2013, la justice du Canton de Vaud ouvre une enquête : début de l'affaire Giroud.

Pour identifier de faux millésimes il est possible d'utiliser des méthodes physico-chimiques, notamment la datation par le césium 137 pour des millésimes antérieurs à 1951.
La technologie blockchain est envisagée pour lutter contre la contrefaçon en suivant des bouteilles de vin.

### Port franc
Pour éviter de payer les taxes (à l'importation, TVA, etc.) à chaque transaction, certains grands collectionneurs utilisent les « ports francs », comme celui de Genève surtout.

### Vols et recel
Une information judiciaire est ouverte par le parquet de Bordeaux à l'automne 2019, alors que plusieurs vols nocturnes d'entrepôts de négociants et de chais avaient été commis dans la métropole bordelaise pour un préjudice de près de 3 millions d'euros.
En décembre 2020, 25 personnes sont interpellées en Dordogne, en Gironde et dans la Loire. Au total, 900 bouteilles sont saisies et 350 000 euros sont identifiés comme obtenus de la vente des bouteilles volées. Ces interpellations permettent ensuite d'identifier des receleurs composés de commerçants et restaurateurs issus de la communauté asiatique et domiciliés en région parisienne. Les marchandises étaient vendues à l'export mais aussi chez des particuliers et dans des restaurants asiatiques. La Chine serait l'un des premiers marchés où les grands crus, ainsi que des vins de table maquillés en grands crus seraient vendus par ces réseaux illégaux.
Le 16 mars 2021, le groupement de gendarmerie départementale de la Gironde, la section de recherches de Bordeaux et l'OCLDI réussissent à démanteler un large trafic de grands crus. 118 000 euros en espèce et 1 070 bouteilles dont la valeur totale est estimée à environ 200 000 euros sont retrouvés.

### Achat de vin en primeur
L'achat de vin « en primeur » est une sorte de préachat (une réservation avec paiement total) lorsque le vin n'est pas encore en bouteille (donc souvent en maturation dans une barrique). Cette méthode est née dans la région de Bordeaux, mais commence à s'appliquer pour tous les grands vins. Si au départ cette méthode permettait surtout un apport financier plus régulier à un producteur et un prix plus attractif à un client pouvant planifier un achat à long terme, cette méthode de vente permet de nos jours de spéculer sur le vin et le transforme en un produit boursier. L'expression est aussi utilisée telle quelle dans le monde anglo-saxon.